# Кутмичевица
Кутмичевица или Девольский комитат — это исторический регион на Балканах, входивший в разные периоды в состав Византийской империи и Болгарского царства и охватывающий приблизительно Северный Эпир.
Точные границы этого района неизвестны, но в него, безусловно, вошли озеро Преспа и Охридское озеро, а на западе территория достигла Адриатического моря в современной южной Албании.  Подтверждение этому — прошлое единственного действующего монастыря Албанской Православной Церкви — Монастырь Арденица. 
По мнению некоторых исследователей, на востоке границы района достигают реки Вардар. 
В IX-XI веке территория находилась в границах Первого болгарского царства. 
Около 886 года болгарский князь Борис I отправил Климента Охридского в район в качестве учителя и проповедника с особыми привилегиями и назначил губернатором Кутмичевица — Домета. 
Южная часть района известна под именем Вагенетия. Он политически интегрирован в Первое болгарское государство под властью Симеона Великого и вероятна достигнет к югу от залива Арта. 